# Danville, Arkansas
Danville är en av två administrativa huvudorter i Yell County i Arkansas. Den andra huvudorten är Dardanelle. Danville hade 2 409 invånare enligt 2010 års folkräkning.